# Saipanetta kelloughae
Saipanetta kelloughae är en kräftdjursart som beskrevs av Rosalie F. Maddocks 1972. Saipanetta kelloughae ingår i släktet Saipanetta och familjen Saipanettidae. Inga underarter finns listade i Catalogue of Life.